# Frankfurt U-Bahn
Frankfurt U-Bahn, cùng với Frankfurt S-Bahn và Frankfurt Straßenbahn, là xương sống của hệ thống giao thông công cộng của Frankfurt, Đức. Tên gọi hệ thống tàu điện ngầm này lấy từ tiếng Đức nghĩa là ngầm Untergrundbahn. Hệ thống tàu điện ngầm U-Bahn được khai trương năm 1968 và nay gồm có 87 nhà ga trên 9 tuyến đường ray, tổng chiều dài 65 km. Khoảng 59% chiều dài tuyến là đi ngầm. Có khoảng 300.000 lượt khách sử dụng hệ thống này mỗi ngày.

## Tuyến hiện tại
Hiện có 9 tuyến:
| U1 | Ginnheim - Römerstadt - Nordwestzentrum - Hauptwache - Willy-Brandt-Platz - Südbahnhof                                                                   |
| U2 | Bad Homburg-Gonzenheim - Ober-Eschbach - Nieder-Eschbach - Bonames - Hauptwache - Willy-Brandt-Platz - Südbahnhof                                        |
| U3 | Oberursel-Hohemark - Oberursel - Niederursel - Hauptwache - Willy-Brandt-Platz - Südbahnhof                                                              |
| U4 | Enkheim - Schäfflestraße - Seckbacher Landstraße - Bornheim - Konstablerwache - Willy-Brandt-Platz - Hauptbahnhof - Festhalle/Messe - Bockenheimer Warte |
| U5 | Preungesheim - Eckenheim - Hauptfriedhof - Konstablerwache - Willy-Brandt-Platz - Hauptbahnhof                                                           |
| U6 | Heerstraße - Bockenheimer Warte - Hauptwache - Konstablerwache - Ostbahnhof                                                                              |
| U7 | Hausen - Bockenheimer Warte - Hauptwache - Konstablerwache - Eissporthalle - Hessen-Center - Enkheim                                                     |
| U8 | Riedberg - Niederursel - Hauptwache - Willy-Brandt-Platz - Südbahnhof                                                                                    |
| U9 | Nieder-Eschbach - Riedberg - Niederursel - Nordwestzentrum - Römerstadt - Ginnheim                                                                       |